# Doodle Jump
Doodle Jump ist ein Videospiel von Lima Sky für iOS sowie für die Android-Plattform und Windows Phone 8.1. Außerdem gibt es mittlerweile neben der originalen Version nachempfundene Versionen z. B. für Handys mit Symbian ab S60 3rd Edition und Blackberry OS. Auch für den PC mit installiertem Windows gibt es verschiedene Versionen. Für den Nintendo DS, Nintendo 3DS und die Xbox 360 wurden ebenfalls Versionen veröffentlicht.
Es war schon in fünf Ländern die am häufigsten heruntergeladene Applikation: USA, Frankreich, Österreich, Spanien und Deutschland. Im Juni 2010 wurde Doodle Jump mit dem Apple Design Award ausgezeichnet.

## Gameplay
Das Ziel in Doodle Jump ist es, mit dem Doodler, einem vierbeinigen gelb-grünen Wesen, auf einer endlosen Reihe von Plattformen immer höher zu kommen, ohne dabei herunterzufallen (nach unten aus dem Bild verschwundene Plattformen sind nicht mehr existent). Durch Bewegen des Gerätes springt der Doodler in die gewünschte Richtung.
Im Spiel kann man auf sogenannte Power Ups stoßen, wie eine Sprungfeder, ein Trampolin, einen Propellerhut oder ein Jetpack, was einem gewisse Vorteile verschafft. Auch muss man Monster durch Tippen auf den Bildschirm mit Kugeln abschießen.
Ab der Version 2.0 gibt es einen Mehrspielermodus, mit dem zwei Spieler über das Game Center gegeneinander antreten können.
Während des Spiels werden die Punkte der Spieler auf der linken Seite angezeigt. Es gibt lokale, „Freunde“ und globale Ranglisten im Spiel. Der Spieler kann seine Werte bei Facebook und Twitter zeigen.

## Updates und Modifizierungen
Seit dem 22. Mai 2009 gibt es eine Version, in der der Doodler durch einen „Pygmäen“ von Pocket God (einem anderen iPhone-Spiel) ausgetauscht werden kann. Wenn man den Namen „Boo“ eingibt, ändert sich der Doodler zu einem Geist und der Hintergrund wird schwarz, die Eingabe von „Creeps“ (ebenfalls ein anderes iPhone Spiel) als Spielernamen verändert das Aussehen der Monster und die Namensänderung zu „Ooga“ oder „Nooby“ verändert den Charakter des Spielers in einen Höhlenmenschen.
Außerdem kamen in den letzten Aktualisierungen Umgebungsveränderungen hinzu, so ist ab Version 1.13 ein „Snow-Modus“ aktivierbar, mit Update 1.14 wurde ein „Urwald-Szenario“ eingeführt. Mit Update 1.16 kam außerdem ein „Space-Modus“ und mit der Version 1.17 vom 4. April 2010 wurde ein „Oster-Special“ (welches scherzhaft als „Easter Easter egg update“ bezeichnet wurde) veröffentlicht.
Passend zur Fußball-Weltmeisterschaft 2010 wurde am 4. Juni 2010 die Version 1.20 mit einem Fußball-Szenario veröffentlicht. Mit der Version 1.21 gibt es ein Unterwasser-Theme, in dem der Doodler wie ein Taucher aussieht. Seit Ende Oktober 2010 ist auch die Version 1.25 erhältlich, in der der Doodler als Frankensteins Monster durch eine Halloweenwelt hüpft.
Eine spezielle angepasste Version für das iPad mit dem Namen „Doodle Jump HD“ wurde im September 2011 veröffentlicht.
Eine neue Version von Doodle Jump für Android erschien im März 2013. Diese wird nun von Lima Sky selbst entwickelt, ist kostenlos und werbefinanziert. Die Werbung lässt sich durch einen In-App-Kauf entfernen.

### Doodle Jump Christmas Special
Im Dezember 2011 wurde eine Weihnachtsversion veröffentlicht, die jedoch kein Update, sondern eine Kaufversion darstellt. Neu sind hier Dauerschnee sowie eisige Windstöße, die den Jumper von der Seite her erfrieren lassen sowie kleine Bällchen, die ihn nicht töten, sondern nur aus der Bahn werfen.

### Doodle Jump: HOP The Movie
Am 16. April 2011 wurde eine 25 Level umfassende, kostenlose Sonderversion von Doodle Jump zum Film Hop – Osterhase oder Superstar? veröffentlicht. Der Spieler schlüpft in die Rolle von E.B., dem Sohn des Osterhasen.

## Rezeption
Doodle Jump erhielt überwiegend gute Kritiken. Computer Bild lobte das Spiel aufgrund des einfachen Spielprinzips und vielen Aktualisierungen. Viel Anklang erhielt das Spiel außerdem dank der simplen Grafik und des Suchtpotentials.